# Moritzoppia longilamellata
Moritzoppia longilamellata är en kvalsterart som först beskrevs av Subías och Rodríguez 1986.  Moritzoppia longilamellata ingår i släktet Moritzoppia och familjen Oppiidae. Inga underarter finns listade i Catalogue of Life.